# Sauvagesia insignis
Sauvagesia insignis är en tvåhjärtbladig växtart som först beskrevs av Ernst Heinrich Georg Ule, och fick sitt nu gällande namn av C. Sastre. Sauvagesia insignis ingår i släktet Sauvagesia och familjen Ochnaceae. Inga underarter finns listade i Catalogue of Life.